# 上林亜基子
上林 亜基子（かみばやし あきこ、1984年3月6日 - ）は札幌を中心に活動していたシンガーソングライター。北海道江別市出身。

## 人物・来歴
- 北海道江別市出身[1]。
- クラシック音楽好きな両親の影響で、高校では吹奏楽部に在籍。高校卒業後に札幌ミュージックスクールに入学し、佐々木幸男に師事[1]。
- 2005年10月21日に、WESS RECORDSよりデビューアルバム『オコタンぺコの魔女』をリリース[1]。

## 出演

### テレビ
- NHK「ウインターソングバトル」（2003年12月25日）
- NHK「熱唱オンエアバトル」[4]

### ラジオ
- 「上林亜基子 月に願いを」（2006年12月3日～2007年4月1日。STVラジオ、日曜日 26:00 - 26:30）

## ディスコグラフィ

### ミニアルバム
- 『オコタンペコの魔女』 - 2005年10月26日
- 『北緯43度』 - 2007年02月07日[4]